# Joseph Verlet
Joseph Louis Verlet, anche detto Jules (Asnières-sur-Seine, 16 agosto 1883 – Rennes, 22 luglio 1924), è stato un calciatore francese, di ruolo difensore.

## Carriera

### Nazionale
Venne convocato dalla Nazionale francese B che partecipò ai Giochi olimpici del 1908, disputò l'unica partita giocata dalla sua Nazionale in quell'edizione.